# Scherrer (facteurs d’orgues)
La famille suisse Scherrer, originaire de Stein dans le canton de Saint-Gall, a connu plusieurs facteur d'orgues de grande renommée aux XVIIe et XVIIIe siècles, qui ont travaillé en Suisse, Allemagne, France et Espagne.

## Grégoire Scherrer
On sait peu de choses de lui, sinon qu'il était de famille protestante, facteur d'orgues et qu'il initia son fils Samson au métier.

## Samson Scherrer (1698–1780)

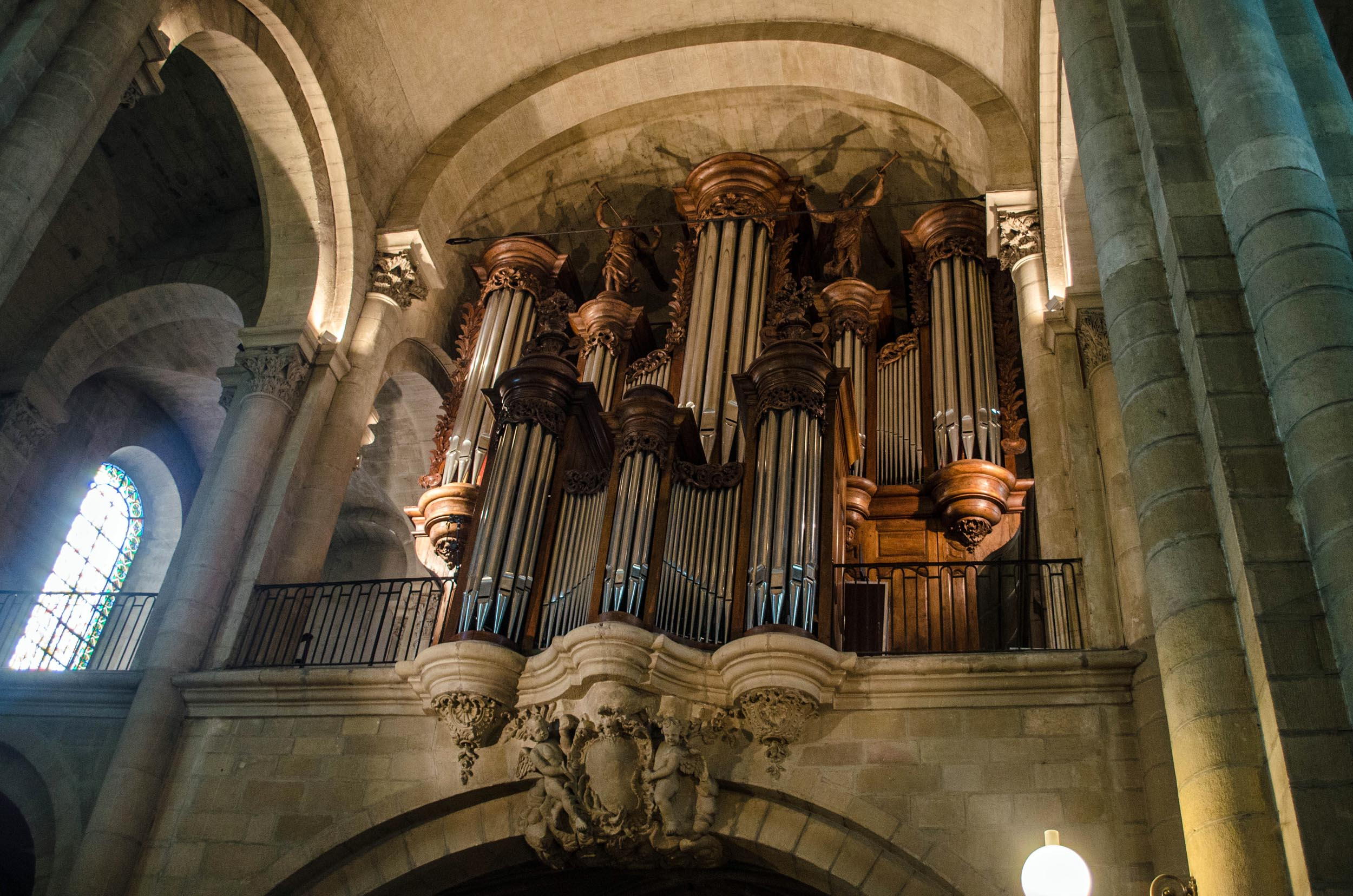
Cathédrale Saint-Apollinaire de Valence : le buffet de Samson Scherrer.

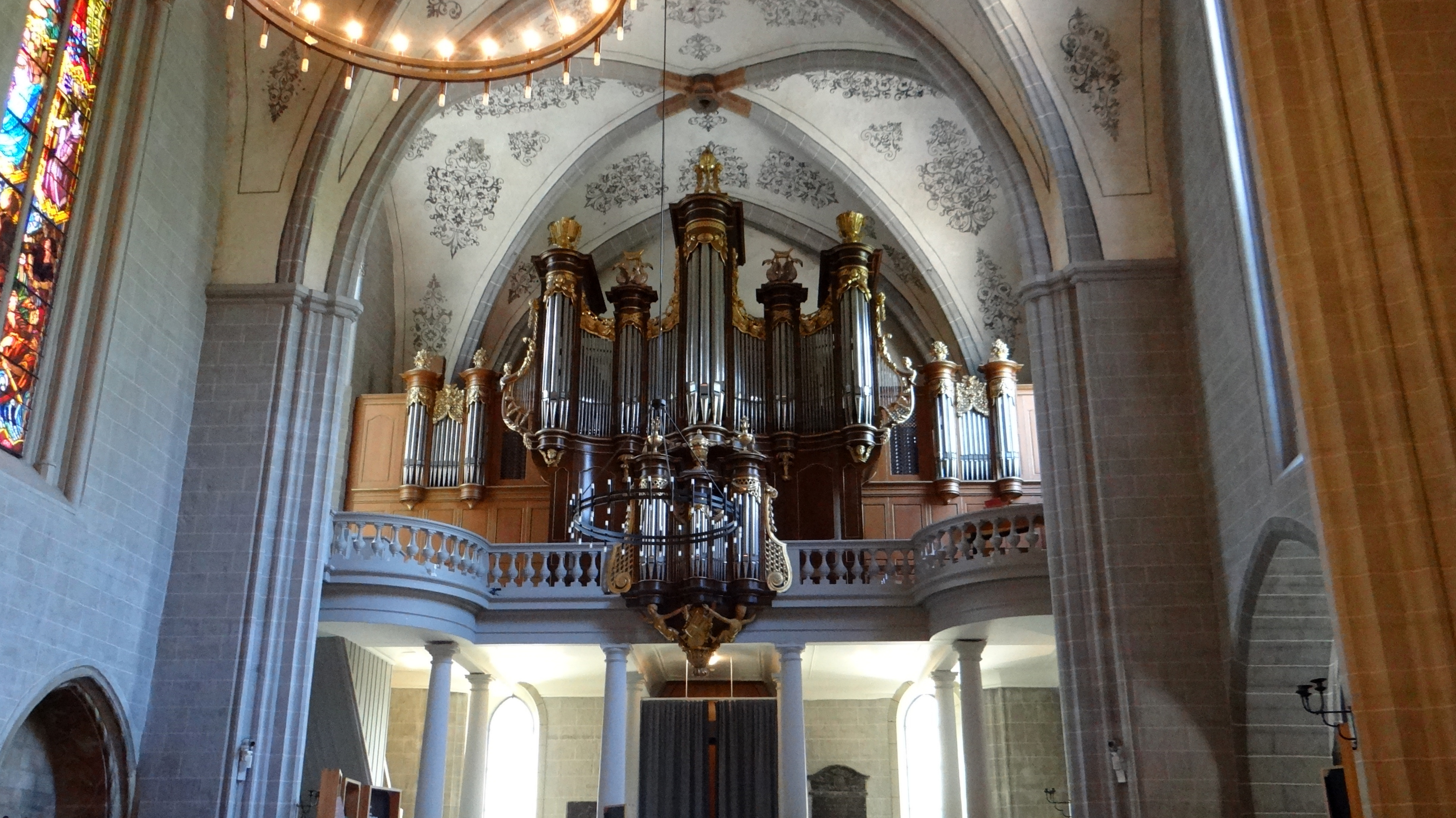
Lausanne, église réformée Saint-François, à Lausanne.

Né le 6 août 1698, il commence à travailler avec son père. En 1726, le Conseil des Deux-Cents de Berne autorise le retour des orgues dans les temples protestants, d’où la Réforme du XVIe siècle les avait bannies. C'est un marché important qui s'ouvre alors : Samson Scherrer s'installe à Berne, de 1727 à 1732. Il s'associe à Emanuel Bossart pour la construction d'un orgue de 33 jeux et 3 claviers, qu'ils destinent à l'église du Saint-Esprit de Berne. Il est terminé en 1729, mais les autorités refusent de l'acheter, n'ayant passé aucune commande. Les associés se séparent et Scherrer doit s'endetter pour rembourser sa quote-part à Bossart.
En 1727 ou 1728, Samson Scherrer épouse Verena Anna Edelmann, née vers 1708 à Wildhaus, canton de Soleure. Ils ont six enfants connus : Anna Catherina (baptisée en 1729) ; Georg Ludwig, dit Louis, Ludwig ou Luis, baptisé en 1731, facteur d'orgues ; Jacob, dit Jean-Jacques, né et baptisé à Lausanne en 1733, facteur d'orgues et organiste ; Samuel Samson, né et baptisé à Genève en 1739 ; Suzanne Pernette, née et baptisée à Genève en 1740 ; Bernard Nicolas, dit Nicolas, né vers 1747, probablement à Grenoble, facteur d'orgues, organiste, claveciniste et compositeur.
En 1732, Samson Scherrer s'installe à Lausanne avec sa femme et ses enfants. Il obtient l'autorisation de remonter son orgue à la cathédrale de Lausanne, mais il ne sera payé que trente ans plus tard, en 1763. Il s'installe ensuite à Genève, où l'usage de l'orgue est toujours interdit dans les temples protestants. Il va donc chercher du travail en France, et notamment dans le Dauphiné. Il travaille à l'église Saint-Grégoire de Tallard (1743), aux Église Saint-Louis de Grenoble (1746–1747) et Collégiale Saint-André de Grenoble (1748), agrandit et modifie l'orgue de l'Abbaye de Saint-Antoine (1748), celui de la cathédrale Notre-Dame-et-Saint-Arnoux de Gap (1749–1750), reconstruit le grand orgue et construit le petit orgue de la cathédrale Notre-Dame d'Embrun (1750–1751); sa seule construction totalement neuve est celle de son plus grand instrument en France, à la cathédrale Saint-Apollinaire de Valence. Aucun de ces orgues n'est parvenu intact jusqu'à notre époque : montre à Tallard, quelques jeux à Saint-Antoine-l'Abbaye, le double buffet de Valence; le mieux conservé est le grand orgue d'Embrun avec le buffet, trois sommiers et plusieurs jeux qui ont permis une restauration très fidèle de l'état Scherrer par Pascal Quoirin en 2007.
En 1753, Samson Scherrer revient à Genève, où l'orgue est dorénavant admis. Il propose aux autorités d'acheter son orgue de Lausanne, et c'est finalement la commande d'un instrument neuf qu'il obtient pour la cathédrale Saint-Pierre de Genève. L'orgue est terminé en 1757, il y ajoute 4 jeux en 1767. Cet orgue est détruit en 1865. En 1762 et 1763 il construit un instrument neuf pour le temple de la Fusterie ou temple Neuf dont son fils Nicolas sera titulaire (détruit en 1835). Il aurait également reconstruit celui de l'Auditoire de Calvin en 1779. Les chantiers étant rares à Genève, Samson construit également dans le canton de Berne : Berthoud 1759, Ursenbach 1760, Nidau 1761, Hindelbank 1770, Kirchberg 1771, Kirchenthurnen 1772 (de ces deux derniers les buffets subsistent, plus ou moins modifiés, alors que tous les autres ont disparu), Schlosswil 1772 et Langenthal 1773 ; et dans le canton de Vaud (tous les buffets étant conservés, plus ou moins modifiés): Avenches 1774, Église réformée Saint-Martin de Vevey 1776 (buffet agrandi), Lausanne, Église réformée Saint-François 1777 (buffet et montre), Morges 1778, Église réformée Sainte-Claire de Vevey 1779, Nyon 1780.
Samson Scherrer meurt à Genève le 4 mars 1780, alors qu'il travaille encore à l'orgue de Nyon terminé par ses fils Jean-Jacques et Nicolas et son compagnon Pierre Burkhard.

## Louis Scherrer (1732–1804)

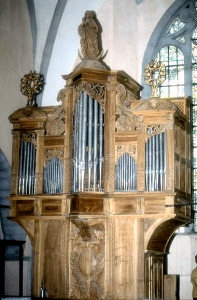
Orgue de l'église d'Orgelet (Jura), modifié par Louis Scherrer en 1755.

Il commence à travailler avec son père Samson et probablement son jeune frère Jacob, dit Jean-Jacques, comme il a été déduit du contrat pour l'orgue d'Embrun (1750). Cette même année c'est lui qui signe le contrat pour l'orgue de la Cathédrale Saint-Apollinaire de Valence, dont la fabrication lui est souvent attribuée, bien qu'il y ait probablement travaillé avec son père. Plus tard, Louis travaille seul, fixé à Lyon. Il opère en 1754 à la cocathédrale Notre-Dame-de-l'Annonciation de Bourg-en-Bresse (Ain), en 1755 à Orgelet (Jura), en 1758 à l'abbaye de Saint-Sulpice de Thésilleux dans le Bugey.
On le retrouve plus tard en Espagne, en Catalogne et aux îles Baléares, sous son nom de Ludwig Scherrer et parfois de Luis Scherrer. Il réalise un grand nombre d'instruments, presque tous disparus aujourd'hui : à Gérone (1764), Vic (1765–1766), Valls (1766), Alcover (1767), Porrea (1771), Lérida (1772), El Vendrell (1776–1777), Ibiza (1796), Sóller (1798), Palma de Majorque (1804). La plupart des orgues anciens de Catalogne eurent à souffrir de la guerre civile. Seul celui de Sant Salvador d'El Vendrell, patrie de Pablo Casals, unanimement respecté, fut préservé.

## Jean-Jacques Scherrer (1733–1802)
Jacob, dit Jean-Jacques, travaille avec son père et son frère comme facteur d'orgues, mais il est aussi organiste. En 1757, il est nommé titulaire de l'orgue que son père vient de terminer à Saint-Pierre de Genève. En 1774, il s'associe à un fabricant de timbres de pendules, Gaspard Deonna. Pendant la Révolution, les gages de l'organiste de Saint-Pierre, devenu Temple des Lois, sont supprimés. Jean-Jacques quitte alors Genève, et c'est son frère Nicolas qui lui succède à Saint-Pierre. Lorsque la Révolution s'achève, le poste d'organiste de Saint-Pierre, avec son traitement, sont rétablis, mais Nicolas refuse alors de céder sa place. Jean-Jacques Scherrer meurt le 10 août 1802.

## Nicolas Scherrer (vers1747–1821)
Décédé à Genève le 17 janvier 1821 à l'âge de 74 ans, ce qui place sa naissance vers 1747, probablement à Grenoble, où son père travaillait aux orgues de Saint André et de Saint Louis, Bernard Nicolas fut facteur d'orgues, organiste, claveciniste et compositeur.
Il fut titulaire de l'orgue du temple de la Fusterie à Genève de 1763 à 1795, date à laquelle il succéda à son frère Jean-Jacques à la console de la Cathédrale Saint-Pierre de Genève; il entretint ces deux instruments jusqu'à sa mort. Il fut également organiste de l'Auditoire de Calvin de 1817 à 1819.
De 1768 à 1773 il enseigne la musique au futur duc de Mecklembourg-Schwerin, dédicataire de ses Six symphonies pour orchestre. Il écrivit aussi de la musique de chambre et des « Cantiques sacrés ».
Lui et son frère Jean-Jacques, outre leur participation à l'atelier paternel, construisent, en propre, l'orgue du château de Dardagny en 1780 et 1781 (seul son buffet subsiste), et celui de l'église Sainte-Croix de Carouge en 1782 (disparu).

## Instruments notables
- Orgue de la cathédrale de Lausanne : Samson Scherrer installe un orgue dans la Cathédrale en 1733. C'est l'un des premiers orgues réintroduits dans les lieux de culte réformés du territoire bernois après les 2 siècles d'interdiction. L'orgue est d'abord prêté et le facteur saint-gallois attendra près de 30 ans pour toucher l'argent de la vente. L'instrument est retiré de l'édifice en 1902 puis démantelé[2].

- Grand orgue Kuhn de l'église réformée Saint-François de Lausanne : Samson Scherrer réalise le premier instrument de l'église en 1777. L'orgue est pourvu de 22 jeux sur 2 claviers et un pédalier. L'instrument actuel comporte de nombreuses pièces de l'orgue originel[3].
- Orgue de l'église réformée Sainte-Claire de Vevey : Samson Scherrer conçoit et installe l'instrument en 1779. L'instrument actuel comporte de nombreuses pièces de l'orgue originel[4],[5].